# Iniistius umbrilatus
Iniistius umbrilatus is een  straalvinnige vissensoort uit de familie van lipvissen (Labridae). De wetenschappelijke naam van de soort is voor het eerst geldig gepubliceerd in 1901 door Jenkins.
De soort staat op de Rode Lijst van de IUCN als niet bedreigd, beoordelingsjaar 2009.